# Малое Гангозеро
Малое Га́нгозеро — деревня в составе Новинского сельского поселения Кондопожского района Республики Карелия.

## Общие сведения
Расположена на юго-восточном берегу озера Гангозеро.

## Население
| 2002 | 2009 | 2010 | 2013 |
| ---- | ---- | ---- | ---- |
| 0    | ↗1   | ↗7   | →7   |